# Neresheim
Neresheim este un oraș din landul Baden-Württemberg, Germania.
Basilica abației din această localitate a fost proiectată de marele arhitect german Balthasar Neumann.

## Galerie de imagini

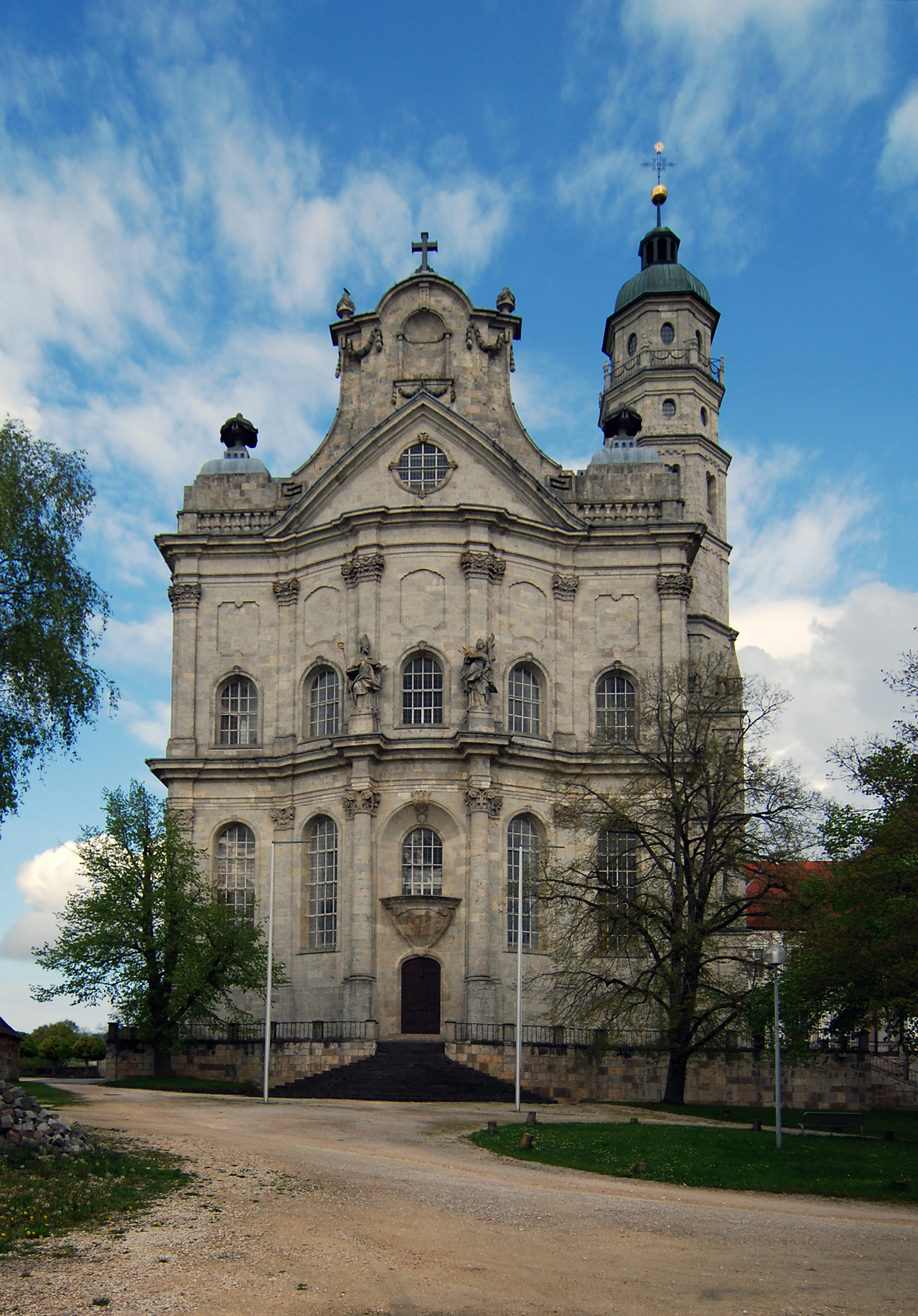
Basilica abaţiei din Neresheim proiectată de Balthasar Neumann
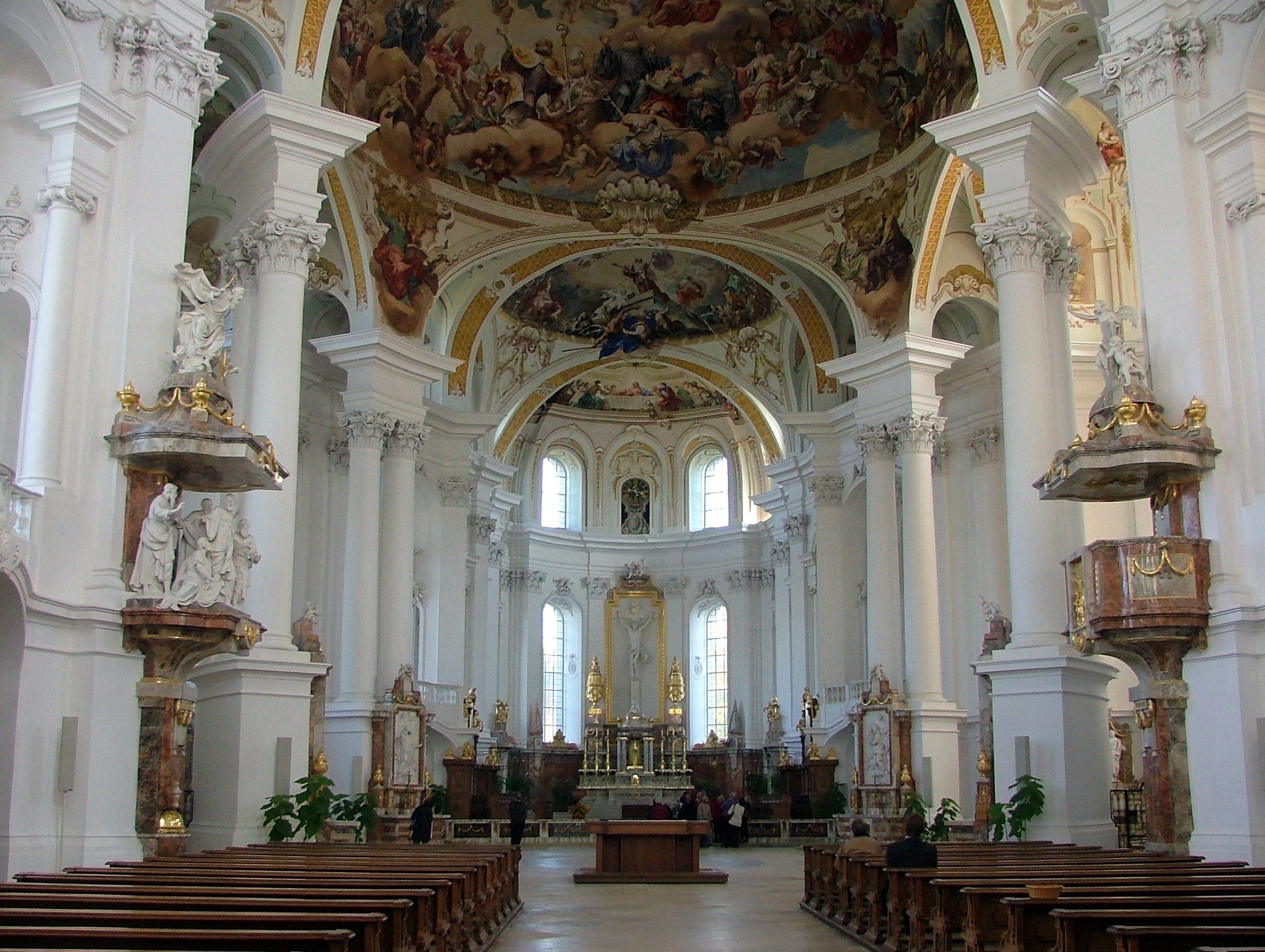
Basilica abaţiei din Neresheim (interior)

1. ↑   http://www.statistik.baden-wuerttemberg.de/BevoelkGebiet/Bevoelkerung/01515020.tab?R=GS136045 Lipsește sau este vid: |title= (ajutor)